# Wärmekraftwerke Nikola Tesla
Die Wärmekraftwerke Nikola Tesla (serbisch Термоелектране Никола Тесла Termoelektrane Nikola Tesla, kurz TENT) sind ein Kohlekraftwerks-Komplex in Serbien, benannt zu Ehren des Erfinders Nikola Tesla. Der Komplex besteht aus den beiden Großkraftwerken Nikola Tesla A und B, gelegen nahe Obrenovac an der Save etwa 40 km flussaufwärts von Belgrad sowie den zwei kleineren, etwas abgelegenen Kraftwerken Kolubara A und Morava.
Der Komplex ist der mit Abstand größte Energieerzeuger in Serbien und produziert etwa die Hälfte des serbischen Bedarfes.
Als Brennstoff dient Braunkohle, die per Bahn aus den Tagebaufeldern im Kolubara-Becken antransportiert wird.

## Geschichte und Aufbau
Der Komplex besteht aus den folgenden Einzelkraftwerken:

### Kraftwerk Nikola TeslaA
- Inbetriebnahme: 1970
- Lage: ca. 2 km westlich von Obrenovac
  - Koordinaten: 44° 40′ 17,7″ N, 20° 9′ 25,8″ O
- Leistung: 6 Blöcke mit insgesamt 1,5 GWel[1]

### Kraftwerk Nikola TeslaB
- Inbetriebnahme: 1983
- Lage: zwischen Skela und Ušće
  - Koordinaten: 44° 39′ 16,2″ N, 20° 0′ 13,3″ O
- Leistung: 2 Blöcke mit insgesamt 1,16 GWel[1]

### Kraftwerk KolubaraA

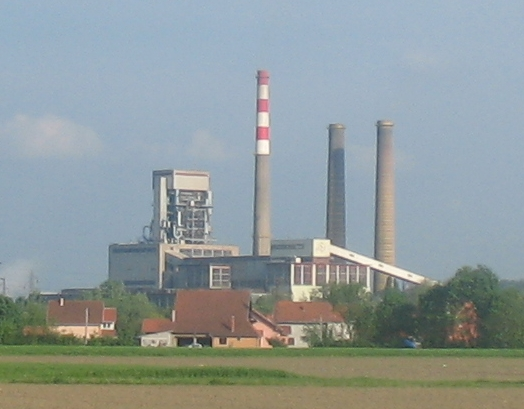
Kraftwerk Kolubara A

- Lage: in direkter Nähe zu den Tagebaufeldern nahe Veliki Crljeni
  - Koordinaten: 44° 28′ 50,8″ N, 20° 17′ 39,3″ O
- Leistung: 5 Blöcke mit insgesamt 245 MWel[1]

### Kraftwerk Morava
Formal zum Komplex gehörig, geographisch etwa 50 km davon entfernt.
- Inbetriebnahme: 1969
- Lage: westlich der Stadt Svilajnac am östlichen Ufer der Morava
  - Koordinaten: 44° 13′ 29,1″ N, 21° 9′ 44,5″ O
- Leistung: 1 Block mit 108 MWel[1][3]